# Systematik der Hummeln
Die Systematik der Hummeln umfasst die Verwandtschaftsbeziehungen und die Taxonomie der Hummeln (Bombus). Aufgeführt sind die weltweit vorkommenden Hummelarten. Die Liste folgt den aktuellen phylogenetischen Erkenntnissen.
Innerhalb der Bienen zählen die Hummeln zur Gruppe der Körbchensammler, eine monophyletische Gruppe, zu der unter anderen auch die Honigbienen gehören. Die phylogenetische Struktur innerhalb der Gruppe ist bisher nicht befriedigend geklärt, so lässt sich nach derzeitigem Stand der Forschung nicht sagen, welches die Schwestergruppe der Hummeln ist.
Die Hummeln selbst werden in mehrere Untergattungen unterteilt, deren Abgrenzung voneinander aber schwierig ist, da die Hummeln einen sehr einheitlichen Körperbau haben. Von vielen Autoren wurden die Kuckuckshummeln der Untergattung Psithyrus als eigene Gattung abgespalten. Phylogenetische Untersuchungen deuten aber darauf hin, dass Abweichungen im Körperbau bei den Kuckuckshummeln lediglich als Anpassungen an die Lebensweise zu deuten sind.

## SubgenusAlpigenobombus

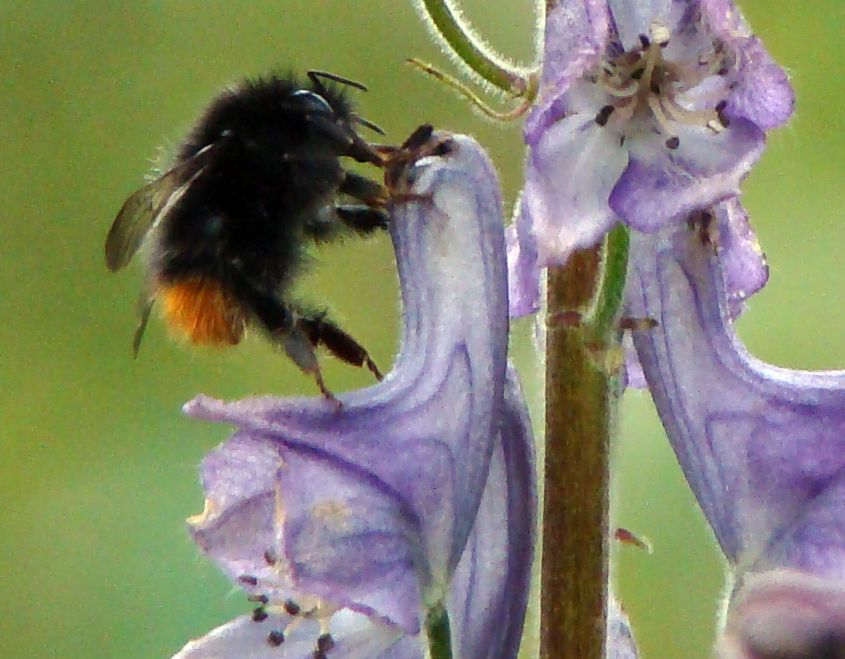
Bergwaldhummel an Echtem Eisenkraut

- Bombus angustus
- Bombus breviceps
- Bombus genalis
- Bombus grahami
- Bombus kashmirensis
- Bombus nobilis
- Bombus wurflenii – Bergwaldhummel

## SubgenusAlpinobombus
- Bombus alpinus – Alpenhummel
- Bombus balteatus –
- Bombus hyperboreus
- Bombus neoboreus
- Bombus polaris

## SubgenusBombias
- Bombus auricomus
- Bombus confusus
- Bombus nevadensis

## SubgenusBombus sensu stricto
- Bombus affinis
- Bombus cryptarum

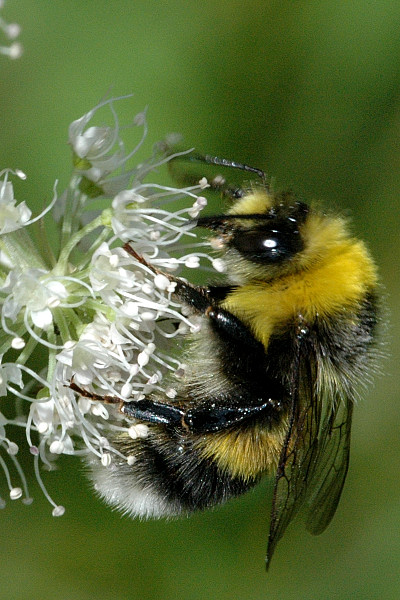
Hellgelbe Erdhummel (Bombus lucorum)

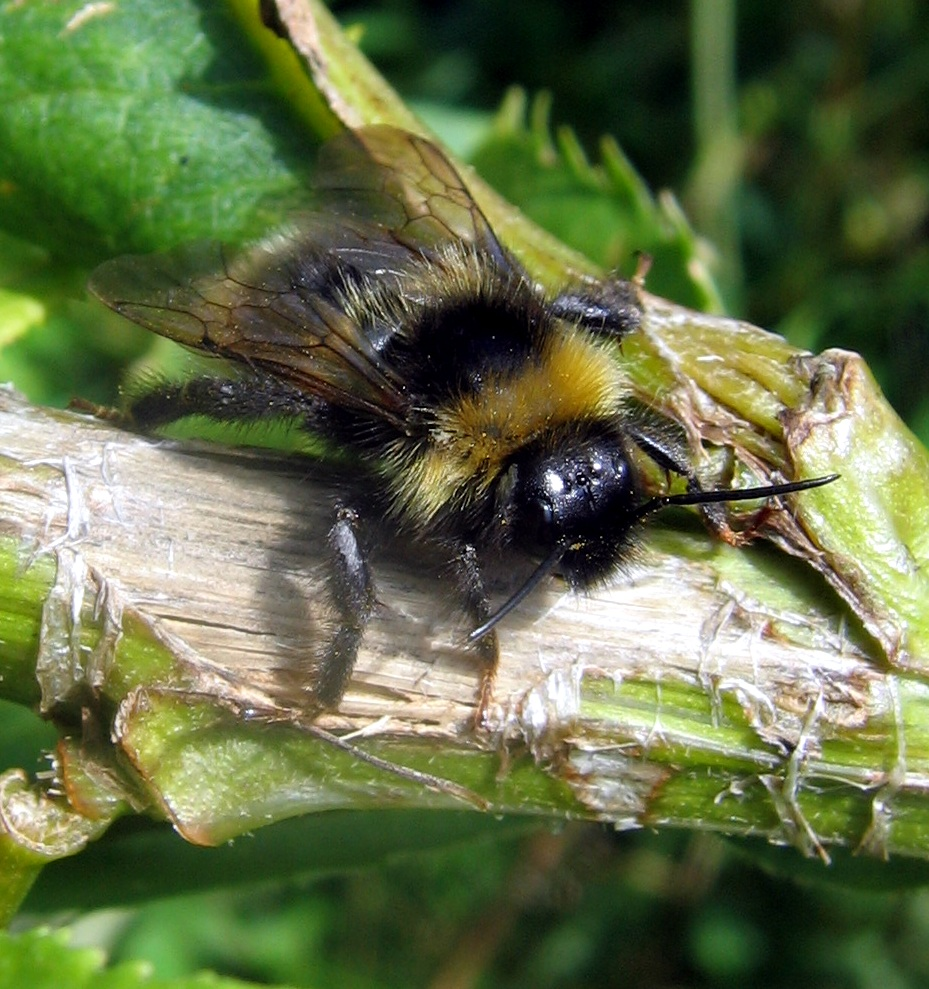
Dunkle Erdhummel

- Bombus franklini (sehr selten oder gar ausgestorben)
- Bombus hypocrita
- Bombus ignitus
- Bombus jacobsoni
- Bombus lantschouensis
- Bombus longipennis
- Bombus lucorum – Hellgelbe Erdhummel
- Bombus magnus – Große Erdhummel
- Bombus minshanicus
- Bombus occidentalis
- Bombus patagiatus
- Bombus sporadicus
- Bombus terrestris – Dunkle Erdhummel
- Bombus terricola
- Bombus tunicatus

## SubgenusCullumanobombus
- Bombus baeri
- Bombus brachycephalus
- Bombus coccineus
- Bombus crotchii
- Bombus cullumanus – Cullumanushummel

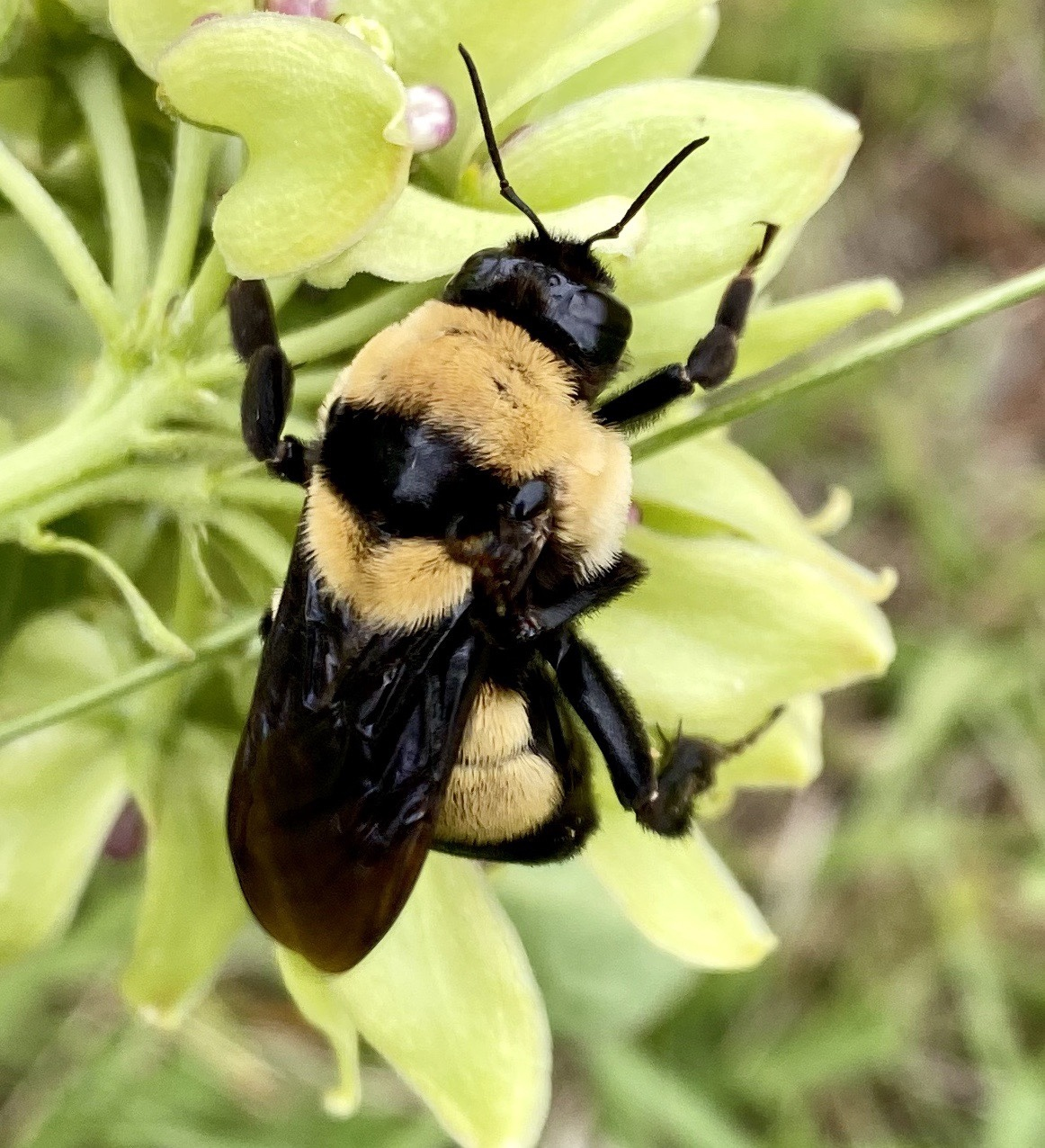
Bombus fraternus, stark gefährdete Art nach IUCN Einordnung

- Bombus ecuadorius
- Bombus fraternus Bombus fraternus, stark gefährdete Art nach IUCN Einordnung
- Bombus funebris
- Bombus griseocollis
- Bombus handlirschi
- Bombus haueri
- Bombus hortulanus
- Bombus macgregori
- Bombus melaleucus
- Bombus morrisoni
- Bombus robustus
- Bombus rohweri
- Bombus rubicundus
- Bombus rufocinctus
- Bombus semenoviellus
- Bombus tucumanus
- Bombus unicus
- Bombus vogti

## SubgenusKallobombus

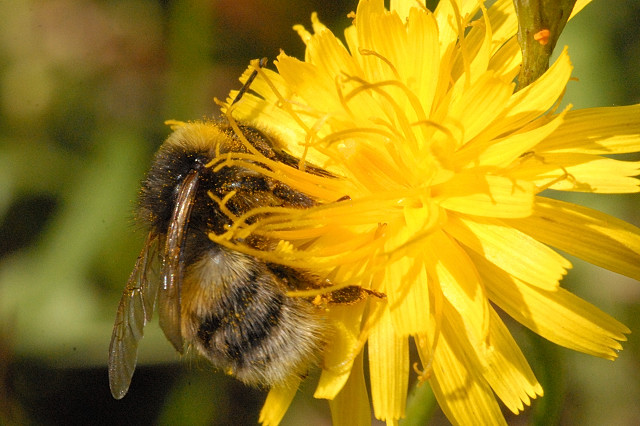
Glockenblumen-Hummel

- Bombus soroeensis – Glockenblumen-Hummel

## SubgenusMegabombus
- Bombus argillaceus – Tonerdhummel
- Bombus bicoloratus
- Bombus consobrinus
- Bombus czerskii
- Bombus diversus
- Bombus gerstaeckeri
- Bombus hortorum – Gartenhummel
- Bombus irisanensis
- Bombus koreanus
- Bombus longipes

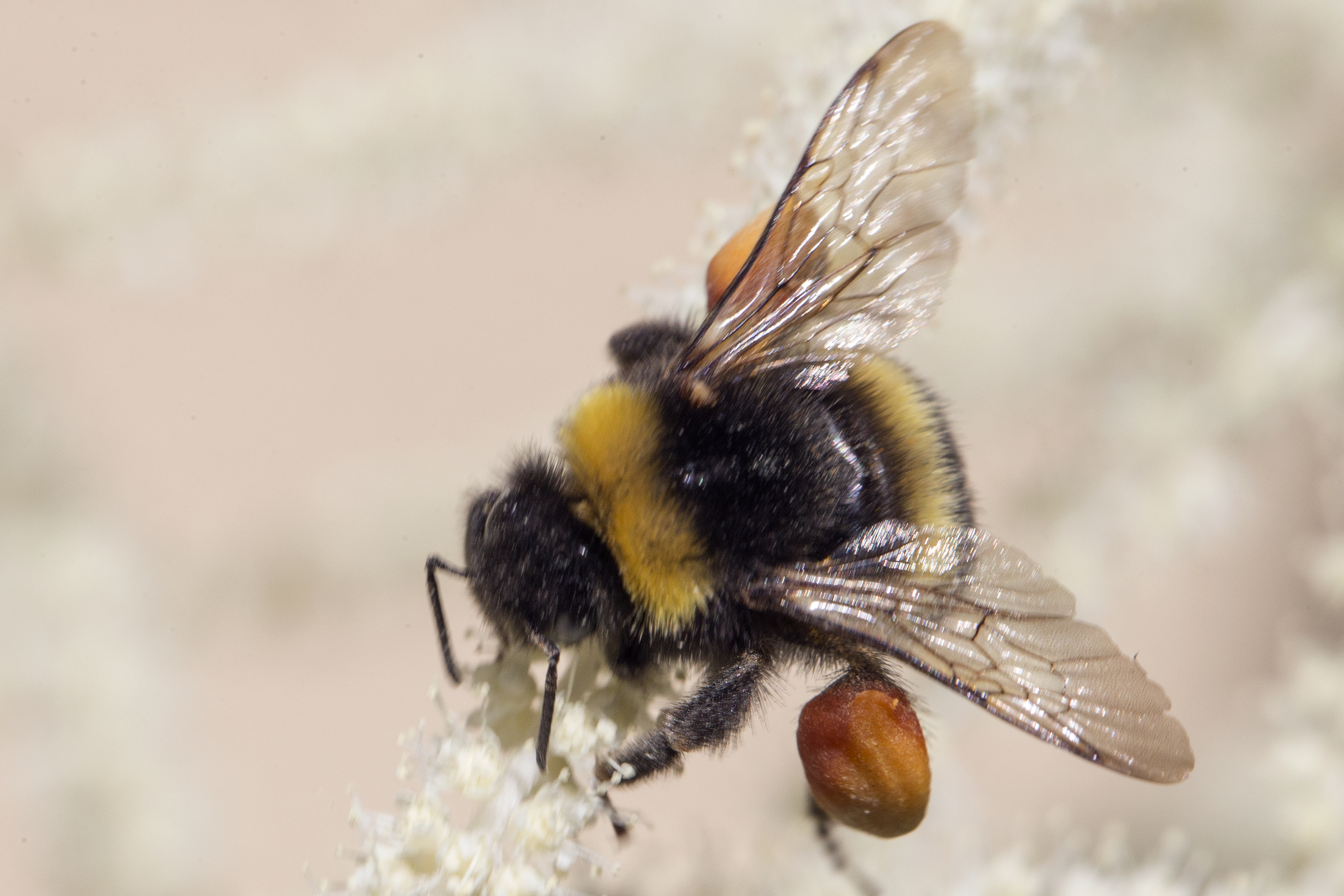
Gartenhummel mit Pollenhöschen

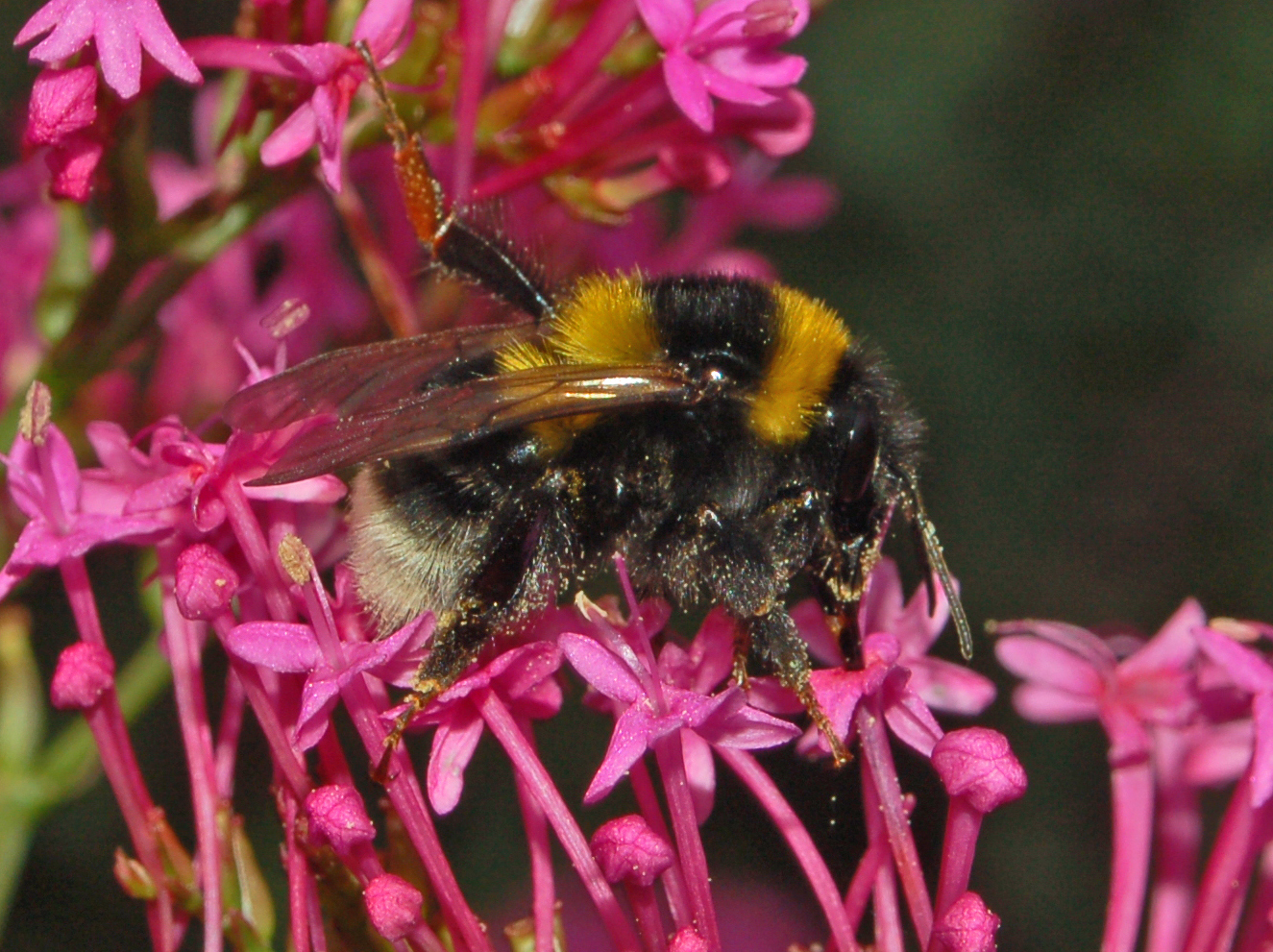
Feldhummel

- Bombus melanopoda (sehr selten und möglicherweise ausgestorben)
- Bombus portchinsky
- Bombus religiosus
- Bombus ruderatus – Feldhummel
- Bombus saltuarius
- Bombus securus
- Bombus senex
- Bombus supremus
- Bombus sushkini
- Bombus tichenkoi
- Bombus trifasciatus
- Bombus ussurensis

## SubgenusMelanobombus

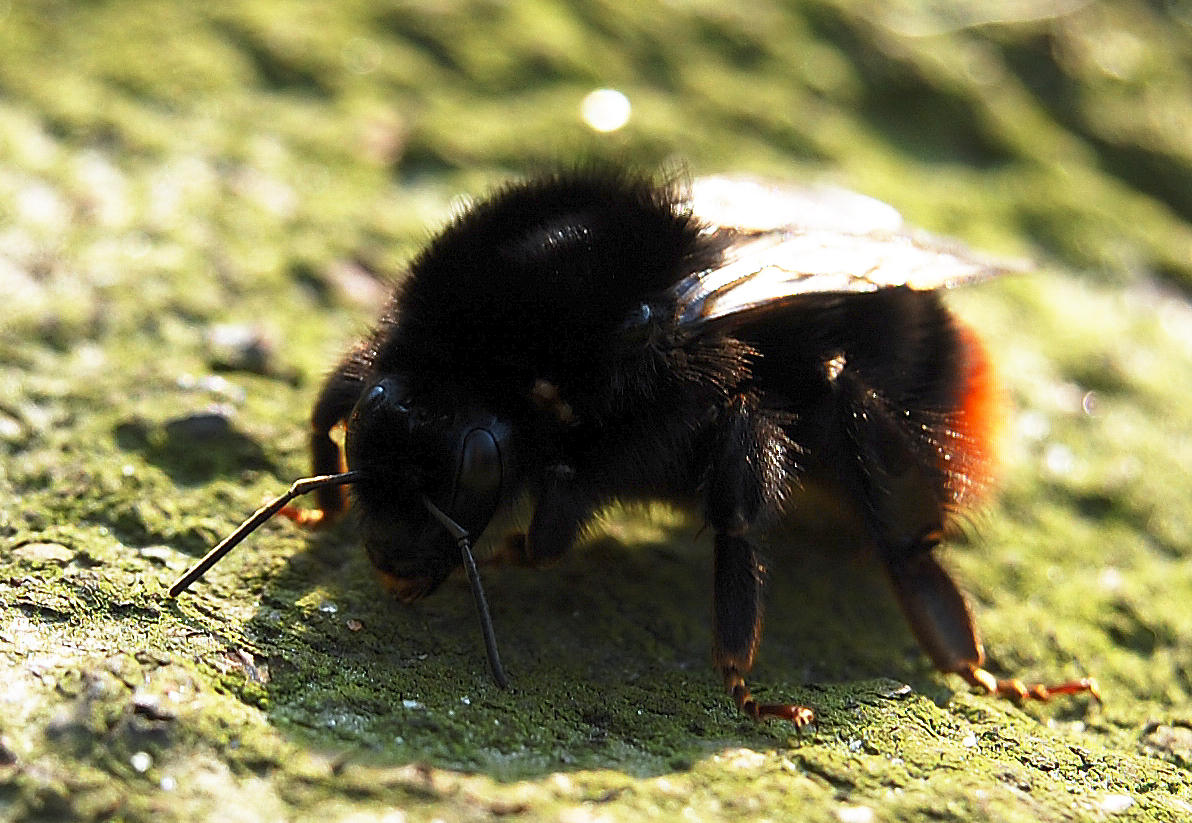
Steinhummel

- Bombus eximius
- Bombus festivus
- Bombus formosellus
- Bombus friseanus
- Bombus incertus
- Bombus keriensis
- Bombus ladakhensis
- Bombus lapidarius – Steinhummel
- Bombus miniatus
- Bombus pyrosoma
- Bombus richardsiellus
- Bombus rufipes
- Bombus rufofasciatus
- Bombus semenovianus
- Bombus sichelii
- Bombus simillimus
- Bombus tanguticus

## SubgenusMendacibombus
- Bombus avinoviellus
- Bombus convexus
- Bombus handlirschianus
- Bombus himalayanus
- Bombus makarjini
- Bombus margreiteri
- Bombus marussinus
- Bombus mendax – Trughummel
- Bombus superbus
- Bombus turkestanicus
- Bombus waltoni

## SubgenusOrientalibombus
- Bombus braccatus
- Bombus funerarius
- Bombus haemorrhoidalis

## SubgenusPsithyrus– Kuckuckshummeln

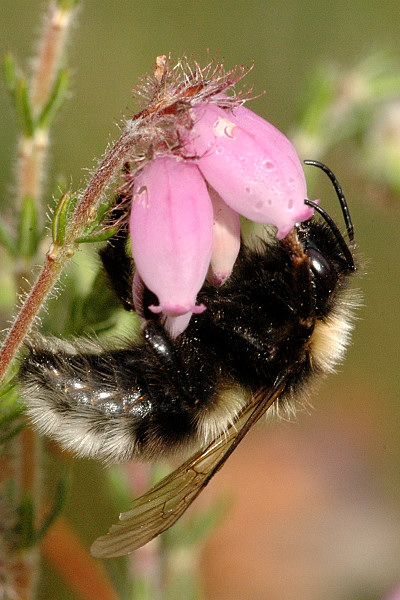
Bärtige Kuckuckshummel

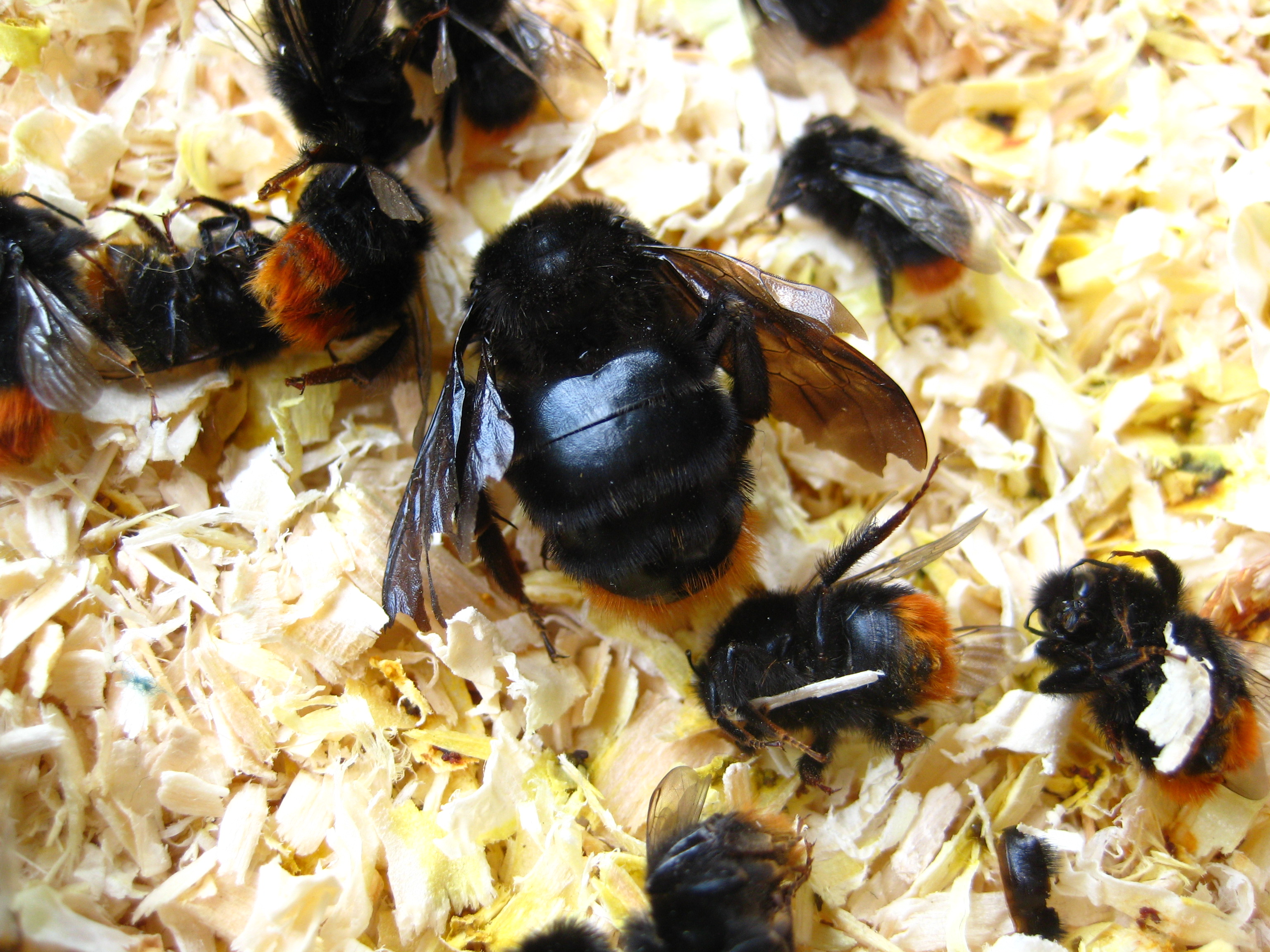
Felsenkuckuckshummel von Arbeiterinnen eines Steinhummelvolkes getötet. Daneben einige der Arbeiterinnen, die bei dem Kampf ums Leben kamen.

Die Kuckuckshummeln wurden längere Zeit von den meisten Autoren als eigenständige Gattung angesehen. Phylogenetische Untersuchungen in den 1990er Jahren ergaben aber, dass Kuckuckshummeln und Hummeln nicht in einem Schwestergruppenverhältnis zueinander stehen, die Gattung Bombus ist nach Abspaltung von Psithyrus paraphyletisch. Unterschiede im Körperbau der Kuckuckshummeln sind weitgehend nur eine Anpassung an die andere Lebensweise, aber kein Indiz einer anderen Abstammung. Eine Lösung wäre die Aufspaltung der Gattung Bombus in weitere Gattungen, was von den meisten Experten wegen der ausgesprochenen Einheitlichkeit der Gruppe abgelehnt wird. Nach dem derzeit akzeptierten Stand der Systematik wird deshalb Psithyrus nur als Untergattung von Bombus angesehen.
- Bombus ashtoni
- Bombus barbutellus – Bärtige Kuckuckshummel
- Bombus bellardii
- Bombus bohemicus
- Bombus branickii
- Bombus campestris – Feld-Kuckuckshummel
- Bombus chinensis
- Bombus citrinus
- Bombus coreanus
- Bombus cornutus
- Bombus expolitus
- Bombus ferganicus
- Bombus fernaldae
- Bombus flavidus
- Bombus insularis
- Bombus maxillosus
- Bombus monozonus
- Bombus morawitzianus
- Bombus norvegicus
- Bombus novus
- Bombus perezi
- Bombus quadricolor – Vierfarbige Kuckuckshummel
- Bombus rupestris – Felsen-Kuckuckshummel
- Bombus skorikovi
- Bombus suckleyi
- Bombus sylvestris – Wald-Kuckuckshummel
- Bombus tibetanus
- Bombus turneri
- Bombus variabilis
- Bombus vestalis

## SubgenusPyrobombus

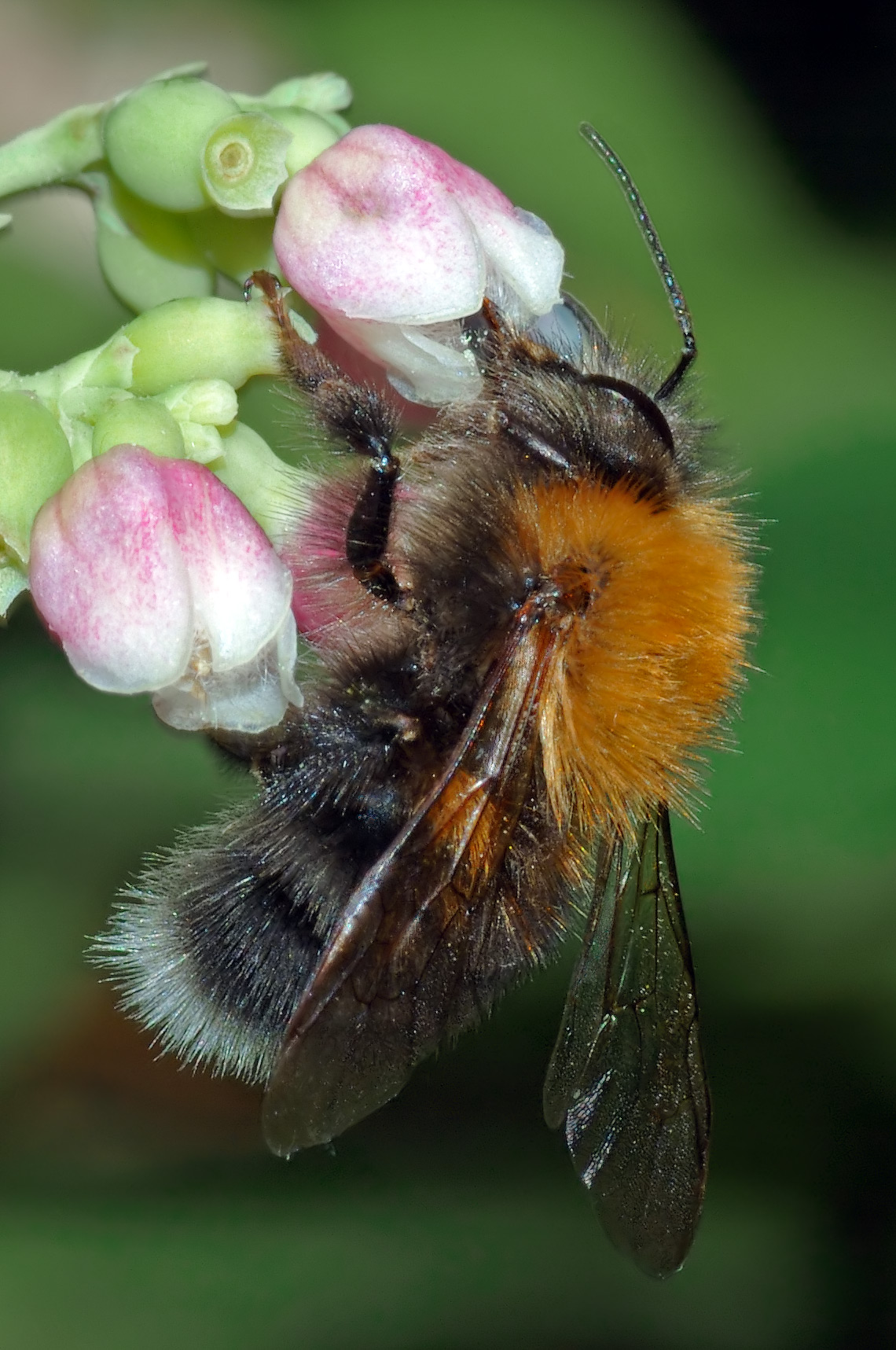
Männliche Baumhummel (Bombus hypnorum)

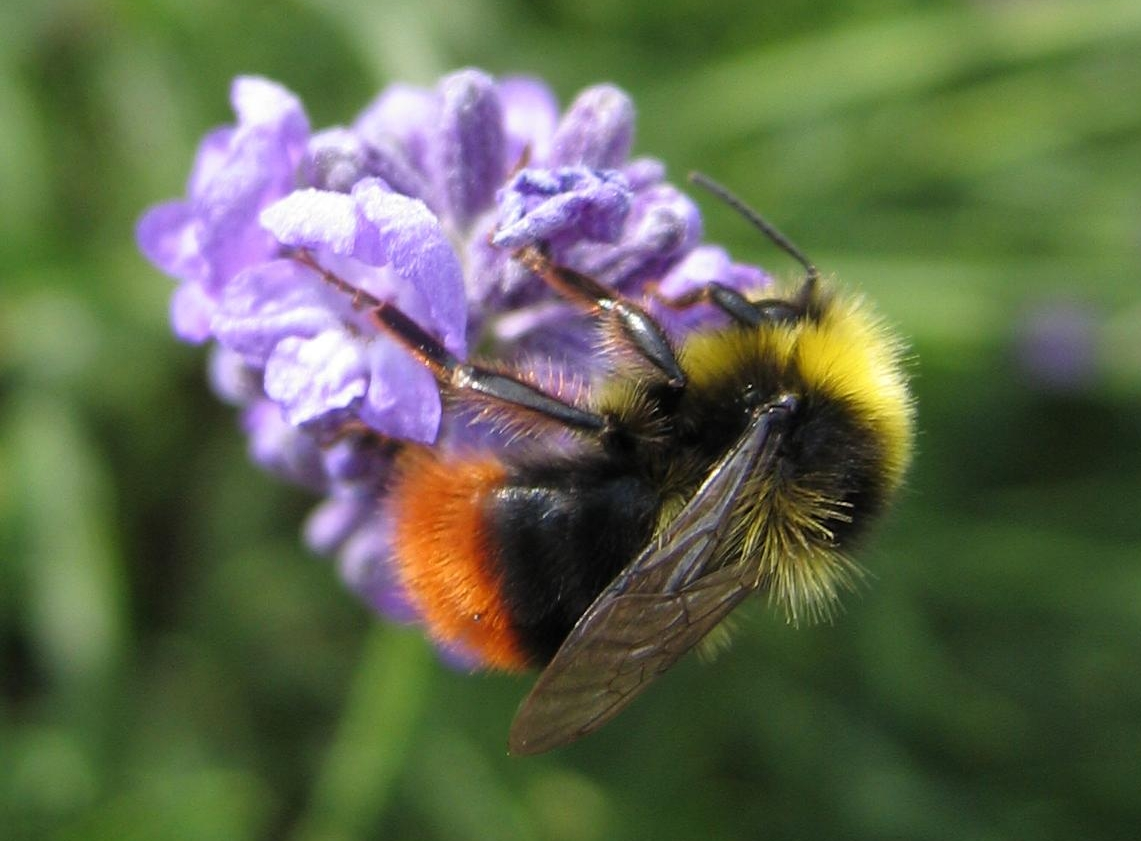
Wiesenhummel (Bombus pratorum), Drohn

- Bombus abnormis
- Bombus ardens
- Bombus avanus
- Bombus beaticola
- Bombus bifarius
- Bombus bimaculatus
- Bombus biroi
- Bombus brodmannicus
- Bombus caliginosus
- Bombus centralis
- Bombus cingulatus
- Bombus cockerelli
- Bombus ephippiatus
- Bombus flavescens
- Bombus flavifrons
- Bombus frigidus
- Bombus haematurus
- Bombus huntii
- Bombus hypnorum – Baumhummel
- Bombus impatiens
- Bombus infirmus
- Bombus infrequens
- Bombus jonellus – Heidehummel
- Bombus kotzschi
- Bombus lapponicus
- Bombus sylvicola
- Bombus lemniscatus
- Bombus lepidus
- Bombus luteipes
- Bombus melanopygus
- Bombus mirus
- Bombus mixtus
- Bombus modestus
- Bombus monticola – Berglandhummel
- Bombus oceanicus
- Bombus parthenius
- Bombus perplexus
- Bombus picipes
- Bombus pratorum – Wiesenhummel
- Bombus pressus
- Bombus pyrenaeus
- Bombus rotundiceps
- Bombus sandersoni
- Bombus sitkensis
- Bombus sonani
- Bombus subtypicus
- Bombus ternarius
- Bombus vagans
- Bombus vandykei
- Bombus vosnesenskii
- Bombus wilmattae

## SubgenusSibiricobombus
- Bombus asiaticus
- Bombus morawitzi
- Bombus niveatus
- Bombus oberti
- Bombus obtusus
- Bombus sibiricus
- Bombus sulfureus

## SubgenusSubterraneobombus
- Bombus amurensis
- Bombus appositus
- Bombus borealis

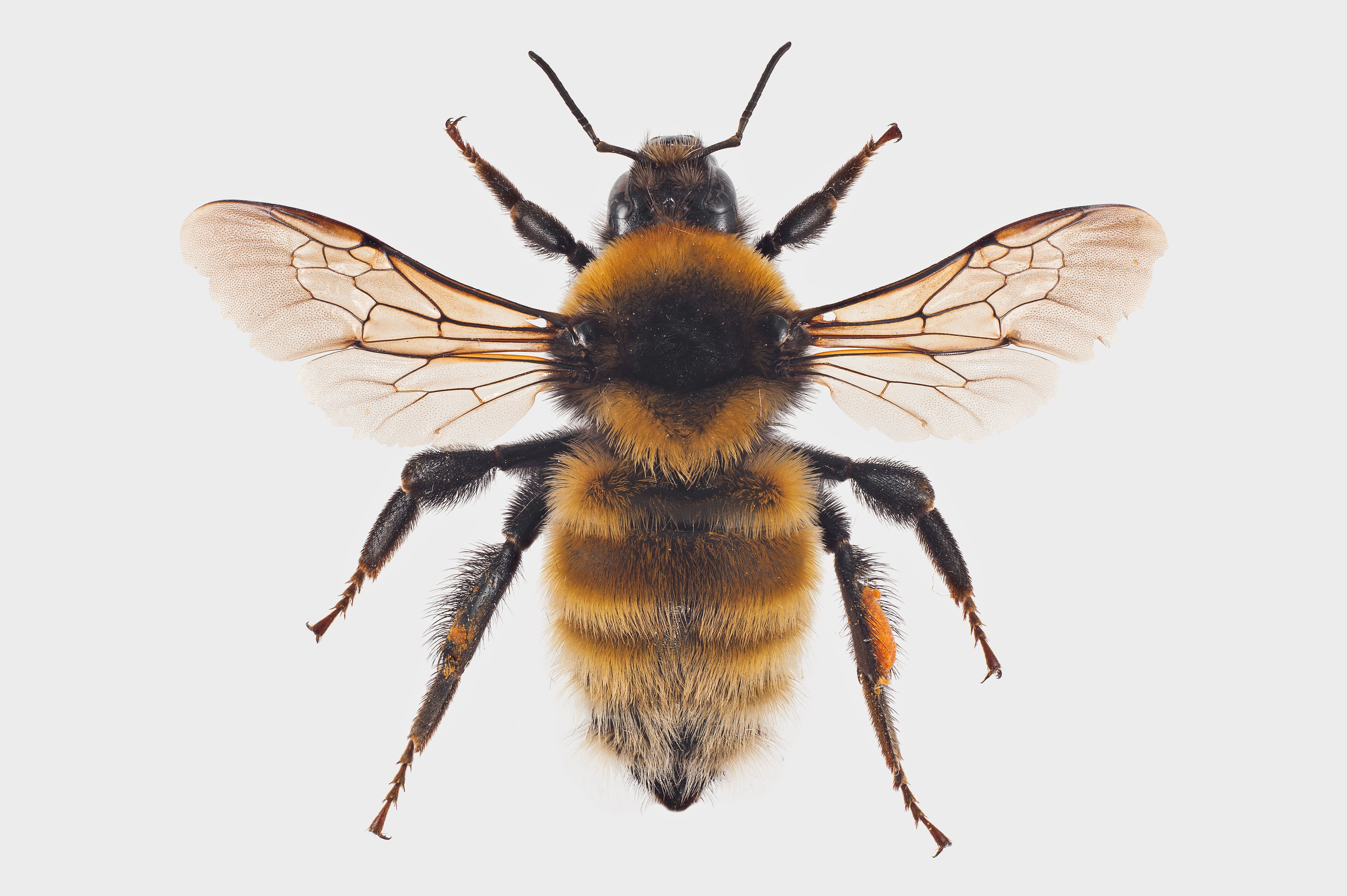
Deichhummel

- Bombus distinguendus – Deichhummel
- Bombus fedtschenkoi
- Bombus fragrans
- Bombus melanurus
- Bombus mongolensis
- Bombus personatus
- Bombus subterraneus

## SubgenusThoracobombus
- Bombus anachoreta

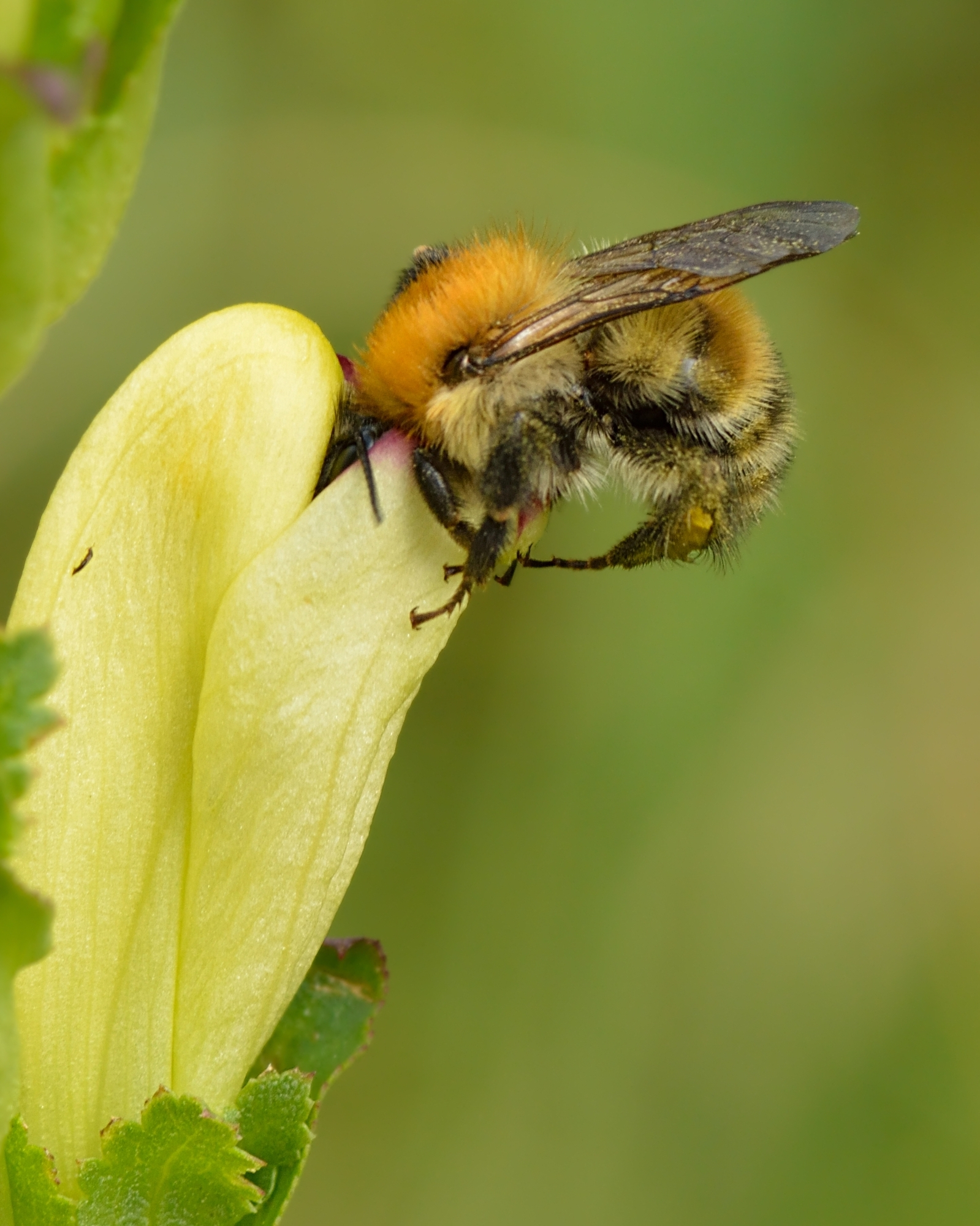
Bombus schrencki

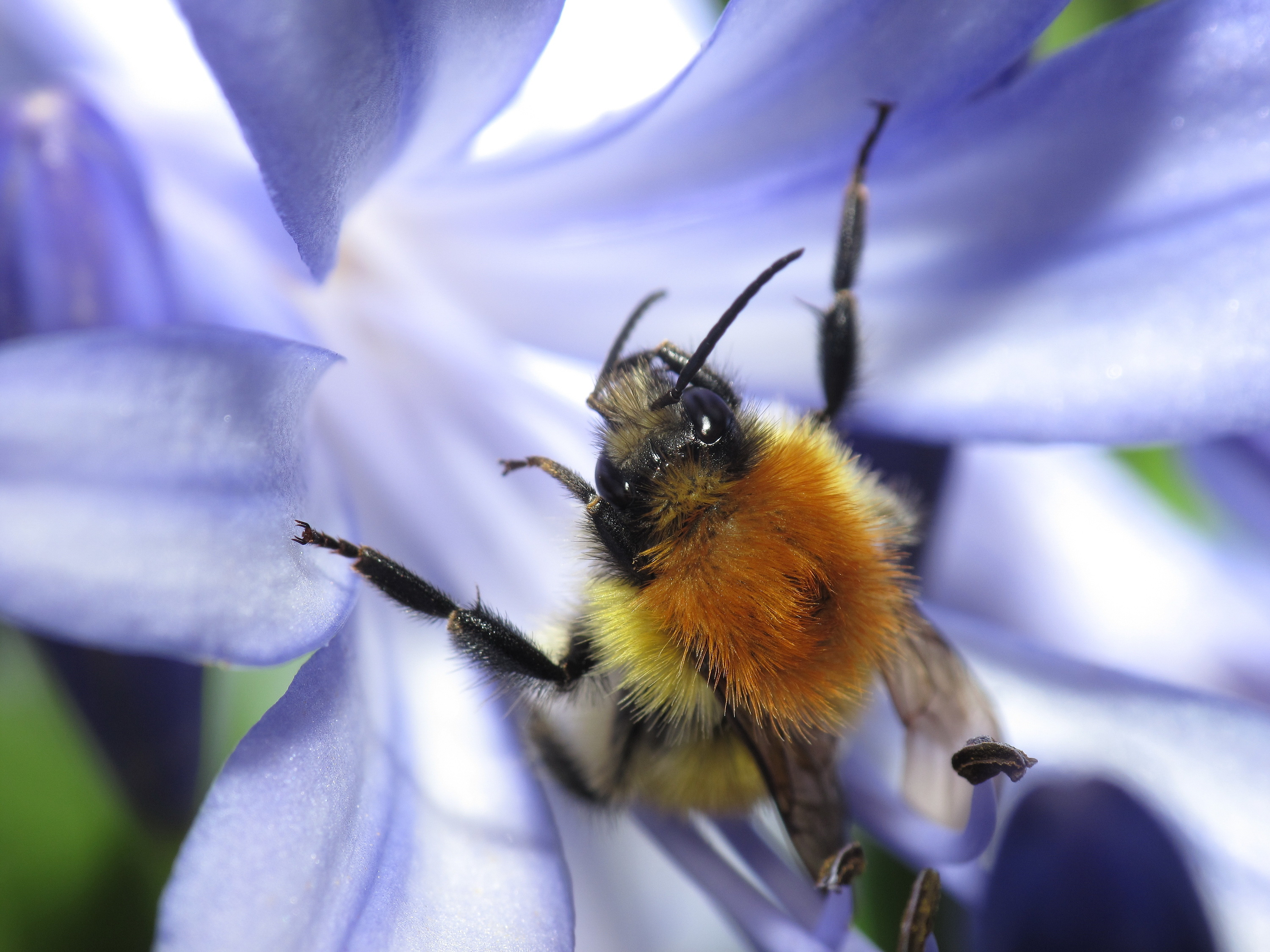
Bombus pascuorum

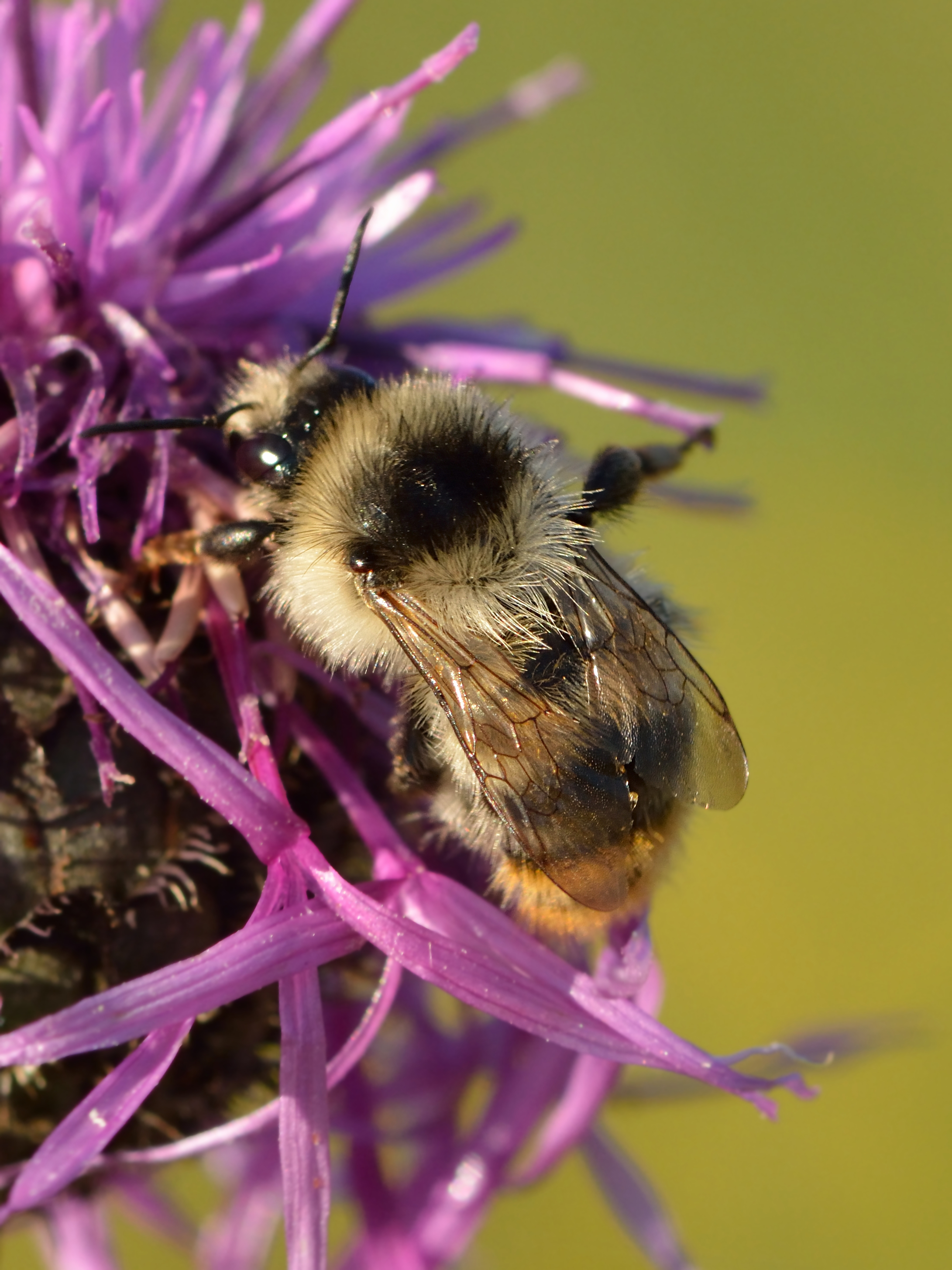
Bombus sylvarum

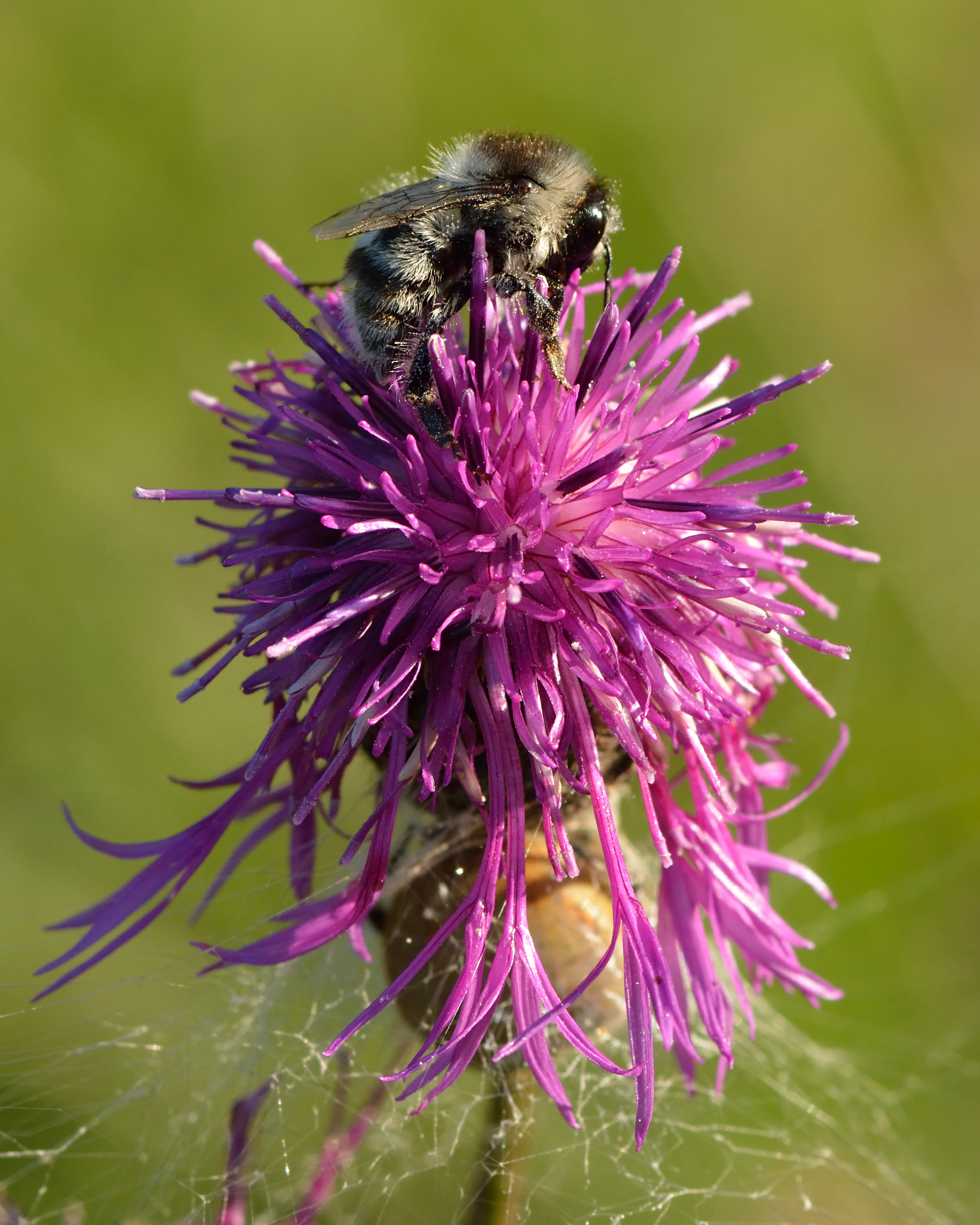
Bombus veteranus

- Bombus armeniacus – Armeniacushummel
- Bombus atratus
- Bombus atripes
- Bombus bellicosus
- Bombus brasiliensis
- Bombus brevivillus
- Bombus dahlbomii
- Bombus deuteronymus
- Bombus digressus
- Bombus diligens
- Bombus excellens
- Bombus exil
- Bombus fervidus
  - Bombus fervidus californicus
- Bombus filchnerae
- Bombus hedini
- Bombus honshuensis
- Bombus humilis – Veränderliche Hummel
- Bombus imitator
- Bombus impetuosus
- Bombus inexspectatus
- Bombus laesus
- Bombus medius
- Bombus mesomelas
- Bombus mexicanus
- Bombus mlokosievitzii
- Bombus morio
- Bombus mucidus – Grauweiße Hummel
- Bombus muscorum - Mooshummel
- Bombus opifex
- Bombus opulentus
- Bombus pascuorum - Ackerhummel
- Bombus pensylvanicus
  - Bombus pensylvanicus sonorus
- Bombus persicus
- Bombus pomorum – Obsthummel
- Bombus pseudobaicalensis
- Bombus pullatus
- Bombus remotus
- Bombus rubriventris (wahrscheinlich ausgestorben)
- Bombus ruderarius – Grashummel
- Bombus schrencki
- Bombus steindachneri
- Bombus sylvarum – Waldhummel
- Bombus transversalis
- Bombus tricornis
- Bombus trinominatus
- Bombus velox
- Bombus veteranus
- Bombus weisi
- Bombus zonatus